# Тирияки, Виктор Захарович
Ви́ктор Заха́рович Тирия́ки (также Хаджи́ Дави́д Тирия́ки; укр. Віктор Захарович Тіріяки; род. 2 мая 1955, Евпатория, Крымская область) — советский и украинский инженер-строитель, караимский общественный и религиозный деятель, руководитель и газзан караимской религиозной общины Евпатории, автор ряда работ по караимоведению. Заслуженный работник культуры Автономной Республики Крым (2009).

## Биография
Родился 2 мая 1955 года в Евпатории в караимской семье. Отец — Захар Маркович (1926—1969), повар, ветеран Великой Отечественной войны, кавалер орденов Красной Звезды и Славы III степени. Мать — Султан Давидовна, дочь Давида Бабакаевича Паши, артиллериста, погибшего в 1944 году при освобождении Литвы. Бабушка — Ханыш Авадьевна Терьяки (Ефет).
По окончании в 1977 году Одесского инженерно-строительного института служил в армии, уволен в запас в звании старшего лейтенанта. Работал мастером, затем прорабом и технологом в тресте «Евпатория-Строй», инженером АП «Строймеханизация». Самостоятельно занимался изучением караимской религии, истории, литературы и языка. В 1989 году избран заместителем председателя Крымского караимского общества культуры «Бирлык». С 1991 года по настоящее время руководит Евпаторийской караимской религиозной общиной. По его инициативе был создан фонд восстановления Малой кенассы в Евпатории. В 1992—1995 годах — председатель Евпаторийского национально-культурного караимского общества «Кардашлар». В ноябре 1994 года вместе с Д. М. Элем и К. С. Батозским осуществил перевоз из Галича в Евпаторию алтаря и религиозной утвари бывшей галичской кенассы, закрытой в 1960 году. В 1998—1999 годах руководил общестроительными работами по восстановлению Малой кенассы. Принимал активное участие в восстановлении Большой кенассы (2005).
13 февраля 2011 года в Евпатории на IV конференции Духовного управления религиозных организаций караимов Украины избран его председателем.
В ноябре 2011 года вместе с женой и сыном Александром совершил паломничество в Святую землю.
C 15 августа 2016 года по 6 сентября 2019 года — председатель Централизованной религиозной организации «Духовное управления караимов Республики Крым». Занимался вопросом передачи в собственность караимской общины бывшего здания Александровского караимского духовного училища в Евпатории, занимаемого Международным центром театрального искусства «Золотой ключик», но Министерством имущественных и земельных отношений Республики Крым заявление Духовного управления караимов было оставлено без рассмотрения.
Состоит в Совете по межнациональным и межконфессиональным отношениям при Совете министров Республики Крым и Межконфессиональном совете Евпатории. Участвует в деятельности Межконфессионального Совета Республики Крым «Мир – дар Божий», где занимает должность сопредседателя.

### Семья
Жена — Галина Владимировна Тирияки (род. 1955), русская. Сыновья:
- Виталий (Берахья) Викторович Тирияки (род. 1980), выпускник музейного факультета Крымского института культуры, смотритель и хранитель фондов Музея истории и этнографии крымских караимов имени С. И. Кушуль[13][29][30].
  - Внучка — Султан Тирияки (род. 3 февраля 2003)[31].
- Александр (Аарон) Викторович Тирияки (род. 1987), экскурсовод при Комплексе караимских кенасс в Евпатории[32][33].
  - Внучка — Ева Тирияки (род. 17 февраля 2016)[34].

Брат — Марк Захарович Тирияки (род. 1963), участвовал в ремонтных работах по восстановлению Комплекса евпаторийских кенасс в 1998—1999 году.

## Общественная позиция
Отрицательно относится к эмиграции части караимов из бывшего СССР в Израиль: 

Они делают экономический выбор. Они просто выбирают полное корыто, а не памятники своих предков.Оригинальный текст (англ.)They are making an economic choice. They are simply choosing a full trough over the monuments of their ancestors.

В декабре 2012 года как председатель Духовного управления религиозных организаций караимов Украины выступил против возможного предоставления общине любавичских хасидов киевской кенассы для проведения богослужений, назвав их обращение к Киевскому горсовету «чисто иудейской провокацией» и «обыкновенным рейдерским захватом».
Во время аннексии Крыма Российской Федерацией с «ноткой уверенности» отметил: 

Наша община жила в Крыму при пяти или семи разных правительствах. Но здесь мы всегда на своей земле.Оригинальный текст (англ.)Our community has lived under five or seven different governments in Crimea. But here, we are always in our land.

Комментируя события на востоке Украины в ходе заседания 4 сентября 2014 года Межконфессионального совета Крыма «Мир — дар Божий», высказался следующим образом: 
Наверное, те, кто развязал сейчас братоубийственную войну на Юго-Востоке Украины, — маловерующие люди. Потому что познавший откровения, живущий по заповедям Всевышнего не возьмёт винтовку, чтобы пойти убивать брата или соседа.

## Оценки деятельности и критика
Говоря о караимоведческих работах В. З. Тирияки, историк Татьяна Щёголева заключает, что евпаторийский газзан является представителем «более традиционалистического направления, с более мягкой хазарской ориентацией». По её мнению Тирияки «пытается возродить религиозные традиции караимов в той форме, в которой они существовали в Крыму и Польше в ранний период гахамства Серайи Шапшала».
6 февраля 2015 году на расширенном заседании комиссии Общественной палаты Российской Федерации по гармонизации межнациональных и межконфессиональных отношений с участием представителей Общественной палаты Республики Крым, Межрелигиозного совета России и Межконфессионального Совета Крыма «Мир — дар Божий» Виктор Тирияки, комментируя высказывание директора Института этнологии и антропологии РАН В. А. Тишкова о возможном включении караимов и крымчаков в перечень коренных малочисленных народов России, заявил, что «караимов фашисты по этническому или религиозному признаку не уничтожали». По мнению историка Михаила Кизилова, это утверждение является неверным, так как, по его словам, «в некоторых населённых пунктах караимов расстреливали именно по этническому признаку, т. е. как евреев».
Историк Диана Михайлова также считает, что В. З. Тирияки представляет в своих работах умеренную хазарскую (тюркскую) теорию происхождения караимов:

Евпаторийский караимский газзан Виктор (Давид) Тирияки является последователем традиционной модели караизма. Тем не менее он писал, что восточноевропейские караимы были потомками племён Хазарского каганата и местного населения в Крыму. Он сослался на В. Алексеева, который якобы подтвердил их тюркское генетическое происхождение. Тирияки упомянул племена узунов, коменов, калмуков, халачей, борю, кара и других, которые участвовали в караимском «этногенезе» после распада Хазарского каганата. Он написал, что упомянутые этнонимы племён были отражены в караимских фамилиях. Что касается других последователей караизма, Тирияки считает их этническими арабами.
Оригинальный текст (англ.)The Evpatorian Karaite hazzan Viktor (David) Tiriyaki is a follower of a traditional model of Karaism. Even still, he wrote that the Eastern European Karaites were descendants of the Khazar Kaganate tribes and of a local population in Crimea. He referred to V. Alekseev, who had allegedly verified their Turkic genetic origins. Tiriyaki mentioned the Uzun, Komen, Kalmuk, Khalach, Bory, Kara and others tribes who participated in the Karaite ‘ethnogenesis’ after the collapse of the Khazar Khaganate. He wrote that the mentioned ethnonyms of the tribes were reflected in the Karaite last names. As to other followers of Karaism, Tiriyaki considered them to be ethnic Arabs.

## Награды
- Премия имени С. Э. Дувана (2000; совместно с К. С. Батозским, Б. Э. Кушлю, С. И. Кушуль (посмертно), М. С. Сарачом, С. Б. Синани, Д. М. Элем) — за восстановление комплекса караимских кенасс Евпатории[15];
- Почётная грамота Совета министров Автономной Республики Крым (8 июня 2004) — за весомый  личный  вклад  в  восстановление Евпаторийского комплекса караимских кенас и создание караимского этнографического музея, активную работу по возрождению духовности крымских караимов[43];
- Заслуженный работник культуры Автономной Республики Крым (2009) — за значительные достижения в работе, многолетний добросовестный труд, высокий профессионализм и в связи с Днём независимости Украины[44];
- Памятная медаль ЦК КПРФ «90 лет Советских Вооруженных Сил» (2009)[10];
- Императорская медаль «Юбилей Всенародного подвига. 1613—2013» (2014, Российский императорский дом)[45];
- Знак Императорского и Царского Ордена Святого Станислава 2-й степени (16 мая 2016, Российский императорский дом)[46];
- Императорская наследственная медаль «В память 400-летия Дома Романовых» (16 мая 2016, Российский императорский дом)[46];
- Медаль «За доблестный труд» (21 мая 2020, Республика Крым) — за весомый вклад в укрепление единства, развитие и процветание Республики Крым, добросовестный труд, безупречное исполнение служебных обязанностей и в связи с Днём России[47].